# Мелеагриды
Мелеагриды (др.-греч. Μελεαγρίδες) — персонаж древнегреческой мифологии.
Дочери Ойнея, сестры Мелеагра, превратившиеся в птиц, оплакивая его. По Антонину Либералу, их звали Евримеда и Меланиппа, Артемида превратила их в птиц и поселила на Леросе. Согласно Гигину, это птицы цесарки (лат. Numida meleagris).
После гибели Мелеагра все его сёстры с горя превратились в птиц-цесарок, лишь Деянира (будущая жена Геракла) и ещё одна сестра Горга сохранили человеческий облик благодаря вмешательству Диониса.